# ذي انسل (السدة)

تعديل مصدري - تعديل

ذي انسل محلة تابعة لقرية الجمري، التابعة لعزلة الزعلاء بمديرية السدة إحدى مديريات محافظة إب في الجمهورية اليمنية.، بلغ تعداد سكانها 48 حسب تعداد اليمن لعام 2004.